# Lorena Conde
Lorena Conde Martínez (Puente-Sampayo, 22 de febrero de 1980) es una actriz, dramaturga y poeta española.

## Biografía y trayectoria
Lorena Conde es licenciada en Filología Hispánica y posgraduada en Arte Dramático por la Universidad de Santiago de Compostela (USC). Asimismo, es graduada Superior en Artes Aplicadas de la Escultura por la Escola de Arte e Superior de Deseño (EASD) Mestre Mateo.
Comenzó su carrera como actriz y más tarde como directora en el teatro universitario, compaginando las dos actividades. Desde 1999 trabaja como actriz en varias compañías teatrales gallegas. A partir del año 2000 pasó a ser directora de Captatio Benevolentiae, Enlata Teatro, o Harapo Teatro, entre otras compañías, para las que escribe o adapta textos para llevar poner en escena. En 2013 fue cofundadora de Matrioshka Teatro con la que ganaron varios premios María Casares, conceidos anualmente desde 1967 por la Asociación de Actores e Actrices de Galicia a las artes escénicas. Para Matrioshka Teatro trabaja como diseñadora, actriz y escribe su espectáculo Manawee.
En su faceta de poeta, ganó la XVIII edición del premio Miguel González Garcés en 2016, con el libro Entullo. En esta obra se valoró sobre todo "la originalidad en la construcción de las imágenes y en el tratamiento del tema: la visión del cuerpo como espacio de reconstrucción, en un proceso de degradación física y emocional" del poemario.
Años después, en 2020, recibió el premio Cidade de Ourense de poesía, por As puntas da louza. Cancioneiro popular da labor. El jurado destacó la calidad lingüística y la estética cuidada de la obra. Además de resaltar que introdujo en la poesía gallega la problemática de las mujeres obreras, situando los cuidados en el centro y las dificultades de la conciliacióin.
El mismo año 2020 ganó el III Premio María Victoria Moreno por su relato Velloucas e minchas, protagonizado por cinco mujeres de diferentes generaciones donde la inclusión, la ternura y el amor están presentes.

## Obra

### Poesía
- Entullo (2017). Diputación de la Coruña. ISBN 978-84-9812-299-2.

- O perfil da boca (2020). Urutau.[8]

### Teatro
- Santa Inés (2019). Urutau.[9]
- Comando Comadres (2021). Matrioshka Teatro[10]

## Premios
- 2016: XVIII edición del premio Miguel González Garcés  con el libro de poesía Entullo.[4][5]
- 2020: III Premio María Victoria Moreno por Velloucas e minchas.[11]
- 2020: XXXVI premio Cidade de Ourense de poesía por As puntas de louza. Cancioneiro popular de labor.[12]
- 2020: Premio Filomena Dato por Ave del Paraíso.[13]